# Famille Compson
La famille Compson est une famille fictive créée par l'écrivain américain William Faulkner, présente dans plusieurs de ses romans et nouvelles.

## Description
Il s'agit d'une famille qui a été jadis importante dans le comté fictif de Yoknapatawpha au Mississippi, mais qui a commencé à rencontrer plusieurs difficultés au cours du XXe siècle. Le nom de cette famille apparaît brièvement dans le premier chapitre de Requiem pour une nonne. Principalement représentée dans Le Bruit et la Fureur  et son annexe (Appendice Compson), la famille fait aussi des apparitions dans Absalon, Absalon ! et dans des histoires comme Soleil couchant. William Faulkner trace leur généalogie de 1699 à 1945.

## Membres de la famille Compson
- Jason Compson Lycurgue I ;
- Quentin Compson MacLachan II (l'Ancien gouverneur) ;
- Général Jason Compson Lycurgue II ;
- Jason Richmond Lycurgue Compson III ;
- son épouse Caroline Bascomb Compson ;
- leurs enfants :
  - Quentin (1891-1910) ;
  - Jason (1894-) ;
  - Caddy et Benjy (1895-1936) ;
  - La fille de Caddy Mlle Quentin (1911-).